# 대한민국 형법 제158조
대한민국의 형법 제158조는 장례식•제사•예배•설교의 방해에 대하여 처벌을 정한 조문이다. 신앙에 관한 죄로서 특정한 종교적 신념을 가진 사람의 종교생활의 평온과 종교감정을 그 보호법익으로 하며 자며 장례식•제사•예배•설교 중 뿐만아니라 시간적으로 밀접불가분의 관계에 있는 준비단계에서 이를 방해하는 경우에만 성립한다. 일반적으로 장례식•제사•예배•설교가 기독교 용어에 해당하여 예배방해죄라고 줄여서 말한다.

## 내용
제158조(장례식등의 방해)장례식, 제사, 예배 또는 설교를 방해한 자는 3년 이하의 징역 또는 500만원 이하의 벌금에 처한다.<개정1995.12.29>

## 판례
- 이와 같이 장기간 예배당 건물의 출입을 통제한 위 행위는 교인들의 예배 내지 그와 밀접불가분의 관계에 있는 준비단계를 계속하여 방해한 것으로 볼 수 없어 예배방해죄가 성립하지 않는다.[2]
- 2019년 서울역 광장에서 천막으로 사방을 가로 막고 출입문만 열어둔 상태에서 주일  예배를 하던 '빛과소금교회' 담임목사 한모씨가 밖에서 피켓을 들고 큰 소리로 떠들던 사람을 남대문경찰서에 예배방해와 모욕죄로 고소한 사건에서 유죄를 인정했다.[3]

## 참고 문헌
- 교회 내에서 일어난 형사 문제① - 예배방해죄 233호 가이사의 법정에서⑦ 233호 2010년 2월 24일

## 같이 보기
- 대한민국 형법